# Gaita
La gaita, chiamata anche cornamusa (da non confondere con la cornamusa francese), è uno strumento musicale a fiato simile a una zampogna, con una sacca per l'immagazzinamento dell'aria collegata a una canna melodica, a una canna per riempire la sacca d'aria e una canna che funge da bordone. La Gaita è uno strumento tradizionale della penisola iberica, equivalente alla tradizionale cornamusa.

## Tipi di gaita
- Gaita asturiana
- Gaita de boto
- Gaita colombiana
- Gaita galiziana
- Gaita sanabresa
- Gaita transmontana
- Gaita cabreiresa
- Sac de gemecs

## Generi musicali
- Gaita zuliana